# Conferência Episcopal de Malta
A Conferência Episcopal Maltesa (Konferenza Episkopali Maltija em maltês) é a reunião oficial dos bispos católicos na República de Malta. Seu presidente, a partir de 2016, é Charles J. Scicluna, Arcebispo de Malta. A Conferência Episcopal de Malta é membro do Conselho das Conferências Episcopais da Europa e da Comissão das Conferências Episcopais da Comunidade Européia.

## Membros
Os membros da conferência são:
- Arcebispo Charles Scicluna (Presidente e Arcebispo de Malta)
- Bispo Anton Teuma, (Bispo de Gozo)
- Dom Joseph Galea-Curmi (Bispo auxiliar de Malta)
- Arcebispo Paul Cremona (Arcebispo emérito de Malta)

O secretário é o Pe. Jimmy Bonnici.

## Corpos de trabalho
A Conferência tem os seguintes comitês e grupos administrativos:
- Comissão de Assuntos Litúrgicos
- Comissão para a Igreja em Malta e na Europa
- Comissão de Educação
- Comissão para a Preservação da Cultura Cristã
- Conselho Nacional de Filantropia e assistência filantrópica
- Conselho para a Promoção da vocação sacerdotal
- Escritório para investigar abuso sexual
- Tribunal regional de segunda instância